# Finalmente domenica (programma televisivo)
Finalmente domenica è stato un programma televisivo di varietà andato in onda tra il 21 maggio e il 9 luglio 1972 sul Secondo programma della Rai.

## Produzione
Ideato e coordinato da Maurizio Costanzo (al suo esordio come autore televisivo) per la regia di Carla Ragionieri, il varietà andava in onda alle 21:15. Condotto da Pino Caruso, che recitava il monologo iniziale, e da Diana Scapolan, aveva numerosi ospiti che recitavano scenette basate sul tema del comportamento degli italiani nelle domeniche dei primi anni '70, poco prima dell'avvento dell'austerity.
Tra gli ospiti che parteciparono allo spettacolo, si segnalano Lia Zoppelli, Antonella Steni, il Quartetto Cetra (che parteciparono alla quarta puntata), Ettore Conti e diversi altri. Lino Banfi ed Anna Mazzamauro in ogni puntata recitavano una scenetta dal titolo "Federico e Isabella", marito e moglie che litigano su cosa fare durante il giorno di festa.
Diversi sketch del programma sono stati riproposti in alcune puntate di Techetechete'. La piattaforma Rai Play non ha ancora reso disponibili in streaming le puntate integrali.